# Lanuvio
Lanuvio település Olaszországban, Lazio régióban, Róma megyében. Lakosainak száma 12 858 fő (2023. január 1.). Lanuvio Aricia, Velletri, Aprilia és Genzano di Roma községekkel határos.

## Népesség
A település lakossága az elmúlt években az alábbi módon változott:
| Lakosok száma | 13 605 | 13 580 | 12 858 |
|               | 2017   | 2018   | 2023   |

## Ismert szülöttjei
- Lucius Aelius Stilo Praeconinus (i.e.154 – i.e.74) szónok, grammatikus
- Marcantonio Colonna (1535–1584) spanyol hadvezér